# Еластаза

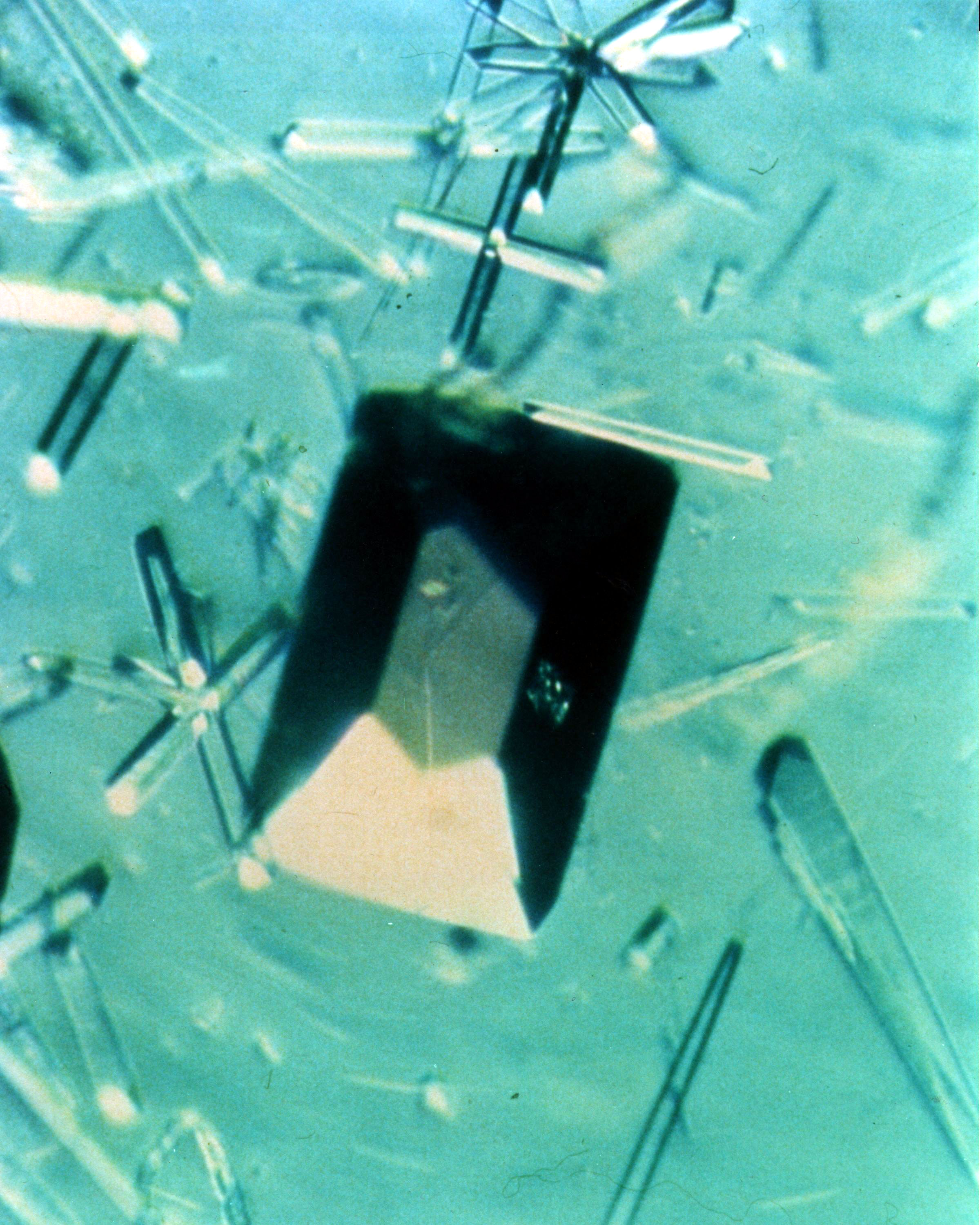
Кристали свинячої еластази.

У молекулярній біології, еластаза (англ. elastase) — це фермент із класу протеаз (пептидаз), які розщеплюють білки. Зокрема, це серинова протеаза.

## Форми та класифікація
Вісім генів людини кодують еластази:
| Родина              | Символ гена  | Символ гена | Назва білка                                  | Назва білка               | Номер КФ     |
| Родина              | Затверджений | Попередній  | Затверджена                                  | Попередня                 | Номер КФ     |
| ------------------- | ------------ | ----------- | -------------------------------------------- | ------------------------- | ------------ |
| хімотрипсиноподібні | CELA1        | ELA1        | родина хімотрипсиноподібних еластаз, член 1  | еластаза 1, панкреатична  | КФ 3.4.21.36 |
| хімотрипсиноподібні | CELA2A       | ELA2A       | родина хімотрипсиноподібних еластаз, член 2A | еластаза 2A, панкреатична | КФ 3.4.21.71 |
| хімотрипсиноподібні | CELA2B       | ELA2B       | родина хімотрипсиноподібних еластаз, член 2B | еластаза 2B, панкреатична | КФ 3.4.21.71 |
| хімотрипсиноподібні | CELA3A       | ELA3A       | родина хімотрипсиноподібних еластаз, член 3A | еластаза 3A, панкреатична | КФ 3.4.21.70 |
| хімотрипсиноподібні | CELA3B       | ELA3B       | родина хімотрипсиноподібних еластаз, член 3B | еластаза 3B, панкреатична | КФ 3.4.21.70 |
| хімотрипсинові      | CTRC         | ELA4        | хімотрипсин С (кальдекрин)                   | еластаза 4                | КФ 3.4.21.2  |
| нейтрофільні        | ELANE        | ELA2        | нейтрофільна еластаза                        | еластаза 2                | КФ 3.4.21.37 |
| макрофагічні        | MMP12        | HME         | макрофагічна металоеластаза                  | макрофагічна еластаза     | КФ 3.4.24.65 |

Деякі бактерії (включно з Pseudomonas aeruginosa) також виробляють еластазу. В бактерій, еластаза вважається фактором вірулентності.

## Функція
Еластаза розщеплює еластин (еластичні волокна), який разом з колагеном визначає механічні властивості сполучної тканини. Нейтрофільна форма розщеплює білок зовнішньої мембрани A (англ. Outer membrane protein A; OmpA) E. coli та інших грам-негативних бактерій. Еластаза також відіграє важливу імунологічну роль у розщеплені факторів вірулентності Shigella. Це досягається розщепленням пептидних зв’язків у цільових білках. Специфічні пептидні зв’язки розщеплюються з карбоксильної сторони малих гідрофобних амінокислот, таких як гліцин, аланін і валін.

## Роль еластази людини у хворобах

### Дефіцит альфа-1-антитрипсину
Еластаза інгібується білком гострої фази α1-антитрипсином (A1AT), який майже незворотно зв'язується з активним центром еластази та трипсину. А1АТ зазвичай секретується клітинами печінки в сироватку крові. Дефіцит альфа-1-антитрипсину (англ. alpha-1 antitrypsin deficiency; A1AD) призводить до безінгібувальної деструкції еластичних волокон еластазою; основним наслідком є емфізема.

### Циклічна нейтропенія
Рідкісна хвороба циклічна нейтропенія (також називається «циклічним кровотворенням») є аутосомно-домінантним генетичним розладом, що характеризується коливанням кількості нейтрофільних гранулоцитів протягом 21-денних періодів. За нейтропенії пацієнти ризикують інфікуватися. У 1999 році цю хворобу пов'язали з розладами в гені ELA-2/ELANE. Інші форми вродженої нейтропенії також пов'язані з мутацією ELA-2.

### Інші хвороби
Нейтрофільна еластаза відповідає за пухирці за бульозного пемфігоїду, стан шкіри, за наявності антитіл.

## Роль бактеріальної еластази у хворобах
Показано, що еластаза руйнує щільні контакти, спричиняє протеолітичне пошкодження тканин, розщеплює цитокіни та альфа-протеїназні інгібітори, імуноглобуліни A і G (IgA, IgG), C3bi (компонент системи комплементу), CR1 (рецептор нейтрофілів для іншої молекули комплементу, яка бере участь у фагоцитозі). Розщеплення IgA, IgG, C3bi та CR1 сприяє зменшенню здатності нейтрофілів вбивати бактерії фагоцитозом. Разом усі ці фактори сприяють розвитку патології у людини.

## Зовнішні посилання
- GeneReviews/NCBI/NIH/UW entry on ELANE-Related Neutropenias including cyclic neutropenia [Архівовано 27 вересня 2009 у Wayback Machine.]